# Нікола Пельц
Нікола Енн Пельц (англ. Nicola Anne Peltz, 9 січня 1995) — американська акторка, модель та кінорежисерка. 

## Життєпис
Народилася в сім'ї американського промисловця і мільярдера Нельсона Пельца.
З раннього дитинства грала в шкільних виставах і в театрі. ідвідувала Гринвіцьку Академію (Коннектикут) і звідти пішла в школу White Plains, в Нью-Йорку.
За віросповіданням Пельц юдейка, її батька вважають одним з лідерів єврейської громади Нью-Йорка. Сім'я Пельців гаряче підтримує ідеї сіонізму та державу Ізраїль.
За чутками, у 2014 році вона зустрічалася з Джастіном Бібером. Кілька тижнів була з актором Камероном Фуллером. З 2016 до 2018 зустрічалася з Анваром Гадідом.
Після підтвердження стосунків у січні 2020 року 11 липня 2020 року заручилася з Брукліном Бекхемом. Побралася 9 квітня 2022 в Палм-Біч, штат Флорида, на єврейській церемонії. 
Пара неодноразово розповідала про свою близьку дружбу з американською акторкою та співачкою Селеною Гомес.
Живе з сім'єю в Нью-Йорку.

## Кар'єра
У 2006 році Пельц з'явилася в епізоді в фільмі «Ласкаво просимо, або Сусідам вхід заборонений». У 2008 році знялася в кліпі на пісню «7 Things» американської співачки Майлі Сайрус та фільмі «Гарольд». Пельц виконала роль мага води Катари в фільмі «Останній володар стихій».
У лютому 2016 року знялася в кліпі британського співака Зейна Маліка — «It's You».

## Фільмографія
| Рік       |   | Українська назва                              | Оригінальна назва               | Роль            |
| --------- | - | --------------------------------------------- | ------------------------------- | --------------- |
| 2006      | ф | Ласкаво просимо, або сусідам вхід заборонений | Deck the Halls                  | Маккензі        |
| 2008      | ф | Гарольд                                       | Harold                          | Бекі            |
| 2010      | ф | Останній володар стихій                       | The Last Airbender              | Катара          |
| 2012      | ф | Центр урагану                                 | Eye of the Hurricane            | Рені Кайт       |
| 2013—2015 | с | Мотель Бейтсів                                | Bates Motel                     | Бредлі Мартін   |
| 2014      | ф | Трансформери: Час вимирання                   | Transformers: Age of Extinction | Тесса Єгер      |
| 2014      | ф |                                               | Affluenza                       | Кейт Міллер     |
| 2016      | ф | Молодість в Орегоні                           | Youth in Oregon                 | Енні Глісон     |
| 2016      | с | Коли вуличні ліхтарі включаються              | When the Street Lights Go On    | Кріссі Монро    |
| 2017      | с | Надлюди                                       | Inhumans                        | Джейн           |
| 2017      | ф | Трансформери: Останній лицар                  | Transformers: The Last Knight   | Тесса Єгер      |
| 2018      | ф |                                               | Back Roads                      | Ембер Елтмайер  |
| 2018      | ф | Наш будинок                                   | Our House                       | Ханна           |
| 2019      | ф |                                               | The Obituary of Tunde Johnson   | Марлі Мейерс    |
| 2020      | ф | Пара на свята                                 | Holidate                        | Фелісіті        |
| 2022      | с | Ласкаво просимо до «Чіппендейлс»              | Welcome to Chippendales         | Дороті Страттен |
| 2024      | ф | Лола                                          | Lola                            | Лола Джеймс     |

## Нагороди та номінації
| Кінофестиваль/Кінопремія | Рік  | Категорія                       | Фільм                       | Результат |
| ------------------------ | ---- | ------------------------------- | --------------------------- | --------- |
| Золота малина            | 2011 | Найгірша акторка другого плану  | Останній володар стихій     | Номінація |
| Молодий Голлівуд         | 2014 | Breakthrough Actress            | Трансформери: Час вимирання | Номінація |
| CinemaCon                | 2014 | Rising Star (з Джеком Рейнором) | Трансформери: Час вимирання | Перемога  |
| Teen Choice Awards       | 2014 | Choice Movie: Breakout Star     | Трансформери: Час вимирання | Номінація |
| Золота малина            | 2015 | Найгірша акторка другого плану  | Трансформери: Час вимирання | Номінація |